# NGC 4880
NGC 4880 is een balkspiraalstelsel in het sterrenbeeld Maagd. Het hemelobject ligt 75 miljoen lichtjaar van de Aarde verwijderd en werd op 12 april 1784 ontdekt door de Duits-Britse astronoom William Herschel.

## Synoniemen
- UGC 8109
- MCG 2-33-47
- ZWG 71.94
- PGC 44719